# Joronn Sitje

Joronn Fredrikke Sitje, född 30 april 1897 i Kristiania (Oslo), död där 18 december 1982, var en norsk konstnär. Hon är mest känd för sina målningar från Brittiska Östafrika (Kenya), där hon levde med sin make Fridtjof Lous Mohr mellan åren 1928 och 1939. Sitje studerade vid Kunst- og håndverksskolen 1914–1916, där hon undervisades av bland andra Oluf Wold-Torne och Lars Utne, och därefter fyra år i Paris. Hon debuterade 1923 med en separatutställning på auktionshuset Blomqvist Kunsthandel i Kristiania. Hon finns representerad på bland annat Nasjonalgalleriet, Göteborgs konstmuseum och Moderna museet.